# Utenos Juventus
El Krepšinio klubas Juventus es un club profesional de baloncesto con sede en Utena, Lituania fundado en 1999 y que participa en la LKL y en la Basketball Champions League. Disputa sus encuentros como local en el Utenos arena, con capacidad para 2.000 espectadores.

## Historia
El club se formó en 1999, y participó en categorías menores del baloncesto lituano hasta 2007, cuando ascendió a la NKL, la segunda división del país. Y en su primer año acaban primeros en la temporada regular, con 25 victorias y 7 derrotas, pero no consiguen repetir el éxito en la fase final, acabando en cuarta posición. Al año siguiente se repite la situación, pero en esta ocasión, la Federación lituana de baloncesto permite la inscripción del equipo en la LKL por motivos comerciales, tras el pago de 350.000 litas.
En su primera participación en la primera división lituana consiguió su mayor éxito, al acabar en la cuarta posición. Sin embargo, su mayor logro sería la consecución en 2011 de la BBL Challenge Cup, derrotando en la final al KK Kaunas.

## Trayectoria
| Temporada | Categoría | Liga | Pos. | Postemporada      | Liga del Báltico | Pos. | LKF Cup           |
| --------- | --------- | ---- | ---- | ----------------- | ---------------- | ---- | ----------------- |
| 2003–04   | 3         | LKBL | 6    | –                 | –                | –    | –                 |
| 2004–05   | 3         | LKBL | 1    | Campeón           | –                | –    | –                 |
| 2005–06   | 3         | RKL  | 3    | Medalla de Bronce | –                | –    | –                 |
| 2006–07   | 3         | RKL  | 1    | Asciende          | –                | –    | –                 |
| 2007–08   | 2         | NKL  | 4    | Semifinalista     | –                | –    | –                 |
| 2008–09   | 2         | NKL  | 4    | Semifinalista     | –                | –    | Cuarta ronda      |
| 2009–10   | 1         | LKL  | 4    | Semifinalista     | Challenge Cup    | 5    | Primera ronda     |
| 2010–11   | 1         | LKL  | 4    | Semifinalista     | Challenge Cup    | 1    | Segunda ronda     |
| 2011–12   | 1         | LKL  | 9    | –                 | Elite División   | 11   | Segunda ronda     |
| 2012–13   | 1         | LKL  | 7    | Cuartofinalista   | Elite División   | 9    | Segunda ronda     |
| 2013–14   | 1         | LKL  | 7    | Cuartofinalista   | Elite División   | 13   | Segunda ronda     |
| 2014–15   | 1         | LKL  | 3    | Medalla de Bronce | Elite División   | 3    | Medalla de Bronce |